# Belfast (Boney M.)
Belfast è un singolo del gruppo euro pop tedesco Boney M., il secondo estratto dal loro album Love for Sale del 1977. A differenza della maggior parte dei brani del gruppo, che vedono Liz Mitchell come voce solista, in questo brano la voce principale è quella di Marcia Barrett.
La canzone è stata scritta da Drafi Deutscher, e inizialmente intitolata "Londonderry". Il testo è riferito al conflitto nordirlandese, e a causa del suo contenuto politico non fu pubblicata né come singolo né all'interno dell'album negli Stati Uniti e in Canada. Il singolo raggiunse il numero 8 nelle classifiche del Regno Unito, e la canzone fu successivamente incisa da Marcia Barrett nel suo album Come Into My Life nel 2005.